# Тендик (Северо-Казахстанская область)
Тендик (каз. Теңдік) — село в Тайыншинском районе Северо-Казахстанской области Казахстана. Административный центр Тендикского сельского округа. Код КАТО — 596067100.

## География
Расположено в 26 км к северу-востоку от районного центра города Тайынши около озера Шаглытениз.

## История
Образовано в 1928 году во время коллективизации сельского хозяйства путём слияния двух сёл — Курманкожа и Тал-Тубек.

## Население
В 1999 году население села составляло 532 человека (263 мужчины и 269 женщин). По данным переписи 2009 года в селе проживало 482 человека (248 мужчин и 234 женщины).